# Aksana Dragun
Aksana Dragun (belorusko Аксана Драгун; rusko Oksana Dragun), beloruska atletinja, * 19. maj 1981, Baranaviči, Sovjetska zveza.
Nastopila je na poletnih olimpijskih igrah v letih 2004 in 2008, leta 2004 je dosegla peto mesto v štafeti 4x100 m. Na svetovnih prvenstvih je osvojila bronasto medaljo v isti disciplini leta 2005, kot tudi na evropskih prvenstvih leta 2006. 